# 三和出版
三和出版株式会社（さんわしゅっぱん）は、主にアダルト関連の出版物を扱う出版社。アダルトビデオの発売も行っている。

## 刊行物

### コミック雑誌
- Masyo（コミックマショウ）（偶数月24発売）
  - Masyo Ecole（電子書籍版のみ）
- comic ネクロシス（電子書籍版のみ）
- Warikiri★TIMES 全国版（電子書籍版のみ）

### アダルト写真雑誌
- マニア倶楽部（奇数月27日発売）

### グラビア情報誌
- MEN'S DVD（奇数月29日発売／2019年10月30日にムックとして創刊。2020年11月27日に月刊化）
  - MEN'S DVD SEXY（セクシー女優のみを扱った増刊として2020年12月21日創刊[2]。2022年2月発売Vol.8からSANWA MOOK「グラビアガールズ」シリーズと替わる形でリニューアルし、グラビアアイドルのみを扱う）

### ムック
- 究極美女プレステージ
- おむつ倶楽部
- グラビアガールズ（2020年11月6日シリーズ開始）
- Girls Secret（2021年2月9日創刊、DVD付きエンタメマガジン[3]）

### マニアック書籍
- いかなくても解る図説風俗マニュアル ISBN 9784776912590
- いますぐデキる！図説縛り方マニュアル ISBN 9784776913269

### コミックス
- サンワコミックス

## 休刊・廃刊
- S&Mフロンティア（1974年-1980年[4]） ※司書房から移管
- SMフェニックス（1980年-1985年[5]）
- SMマニア（1982年-[6]） ※マイウェイ出版へ移管、移管後の2019年6月号で休刊。
- SM秘小説 ※マイウェイ出版へ移管
- 小説セクシカ（1979年-1980年[7]）
- アップル通信（1984年-2007年）
- アップル写真館 ※大洋図書へ移管
- ベストビデオ（1987年-2010年[8]）
- ベストビデオスーパードキュメント（2001年-2013年）
- 写真探偵団（1985年-[9]）
- お尻倶楽部（1993年-2014年[10]）
- おもらし倶楽部（ムック）
- カルテ通信（ムック）
- 元気のでるマガジン
- 元気のでるマガジンDX（ムック）
- NAO(ナオ)
- 裏アリス
- ニューハーフ倶楽部（ムック）
- 女装子倶楽部（ムック）
- 愛!ニューハーフ（ムック）
- 秘性（ムック）
- S級素人（ムック）
- DVD DREAM（発行：デジスタ）2019年3月号で休刊
- 人妻DVD Dream（発行：デジスタ）2019年3月号で休刊
- DVDヨロシク！（発行：デジスタ）2019年6月号で休刊
- 極上人妻DX
- 極上素人DX
- 月刊ヤングマン（2000年-2001年） - 青年漫画雑誌
- 漫画ピンクタイム（1983年-） ※マイウェイ出版へ移管
- コミックフラミンゴ[11]
- アイラ
- アイラ・デラックス　ISBN  9784883563166
- コミックフラミンゴR[12]
- 漫画タイフーン（1997年-）
- COMICマナ
- mana ver. HARD　ISBN 9784883562046
- レディスコミック Taboo (タブー) （1992年-2009年)[13]
- フリーネ（1995年[14]）※レズビアン雑誌
- デリ☆デリ（2006年-2007年） - ボーイズラブコミック雑誌
- へら専科 ※発行元のみずも出版からの移管を経て、メディアボーイへ移管
- HOST MAGAZINE（ムック）（発行：ＨＭ）
- 実話時代（毎月29日発売）[15] 2019年9月号をもって最終号
- 実話NEOヴィーナス（2019年8月 -2020年）
- comic Trigger（電子書籍版のみ）

## 執筆
三和出版マニア倶楽部編集部名義で他社に連載記事を持つ。
- 三和出版マニアニュース（2020年3月26日[16]‐、東スポ裏通り）

## 過去の関連会社
- 桃園書房[17] - 元親会社
- メディアボーイ [18][19]- 元グループ会社